# Llista de valís de Barcelona
Llista dels valís de Barcelona des de la conquesta de la ciutat per al-Hurr ath-Thaqafí (717/718) fins a la seva conquesta pels francs en 801. Cal tenir present, però, que les notícies sobre aquest assumpte són molt limitades i en gairebé en tots els casos es tracta d'especulacions més o menys fonamentades.
- Amira ibn al-Muhàjir (719-721)[2][3][4]

(...)
- Abd-ar-Rahman ibn Àlqama (abans de 759-775). Nomenat també valí d'Arbuna[5] i de tot el territori entre Tortosa i Narbona.[6]
- Sulayman ibn Yaqdhan al-Kalbí al-Arabí (775-778)

(...)
- Ayxun ibn Sulayman ibn Yaqdhan al-Arabí (780-783)
- Matruh ibn Sulayman ibn Yaqdhan al-Arabí (783-791)

(...)
- Sadun ar-Ruayní (796-800)
- Harun (800-801)